# Radioactive (canção de Kings of Leon)
"Radioactive" é uma canção da banda norte-americana de rock Kings of Leon, e é o primeiro single de seu novo álbum de estúdio intitulado Come Around Sundown.

## Faixas
| Download ditial |               |         |  |
| N.º             | Título        | Duração |  |
| 1.              | "Radioactive" | 3:27    |  |

| UK 2-track CD single |                                                         |         |  |
| N.º                  | Título                                                  | Duração |  |
| 1.                   | "Radioactive"                                           | 3:27    |  |
| 2.                   | "Radioactive" (Remix Featuring West Angeles Mass Choir) | 3:3     |  |

## Paradas musicais
| Paradass (2010)                | Melhor posição |
| ------------------------------ | -------------- |
| Austrália Singles Chart        | 19             |
| Bélgica Ultratop 50 (Flanders) | 51             |
| Canadá Hot 100                 | 33             |
| Países Baixos Singles Chart    | 37             |
| Polónia Music Charts           | 1              |
| Irlanda Singles Chart          | 5              |
| Nova Zelândia Singles Chart    | 10             |
| Billboard Hot 100              | 37             |
| Billboard Alternative Songs    | 8              |
| Billboard Rock Songs           | 10             |